# Чернуха (приток Луха)

Чернуха — река в России, протекает в Вичугском и Лухском районах Ивановской области. Устье реки находится в 207 км по правому берегу реки Лух. Длина реки составляет 11 км.
Исток реки в лесном массиве в 11 км к северо-западу от посёлка Лух. Течёт на восток и юго-восток
Река впадает в Лух около деревень Ворсино и Палкино Лухского района.

## Данные водного реестра
По данным государственного водного реестра России относится к Окскому бассейновому округу, водохозяйственный участок реки — Клязьма от города Ковров и до устья, без реки Уводь, речной подбассейн реки — бассейны притоков Оки от Мокши до впадения в Волгу. Речной бассейн реки — Ока.
По данным геоинформационной системы водохозяйственного районирования территории РФ, подготовленной Федеральным агентством водных ресурсов:
- Код водного объекта в государственном водном реестре — 09010301112110000033617
- Код по гидрологической изученности (ГИ) — 110003361
- Код бассейна — 09.01.03.011
- Номер тома по ГИ — 10
- Выпуск по ГИ — 0